# Piarcospoorviaduct

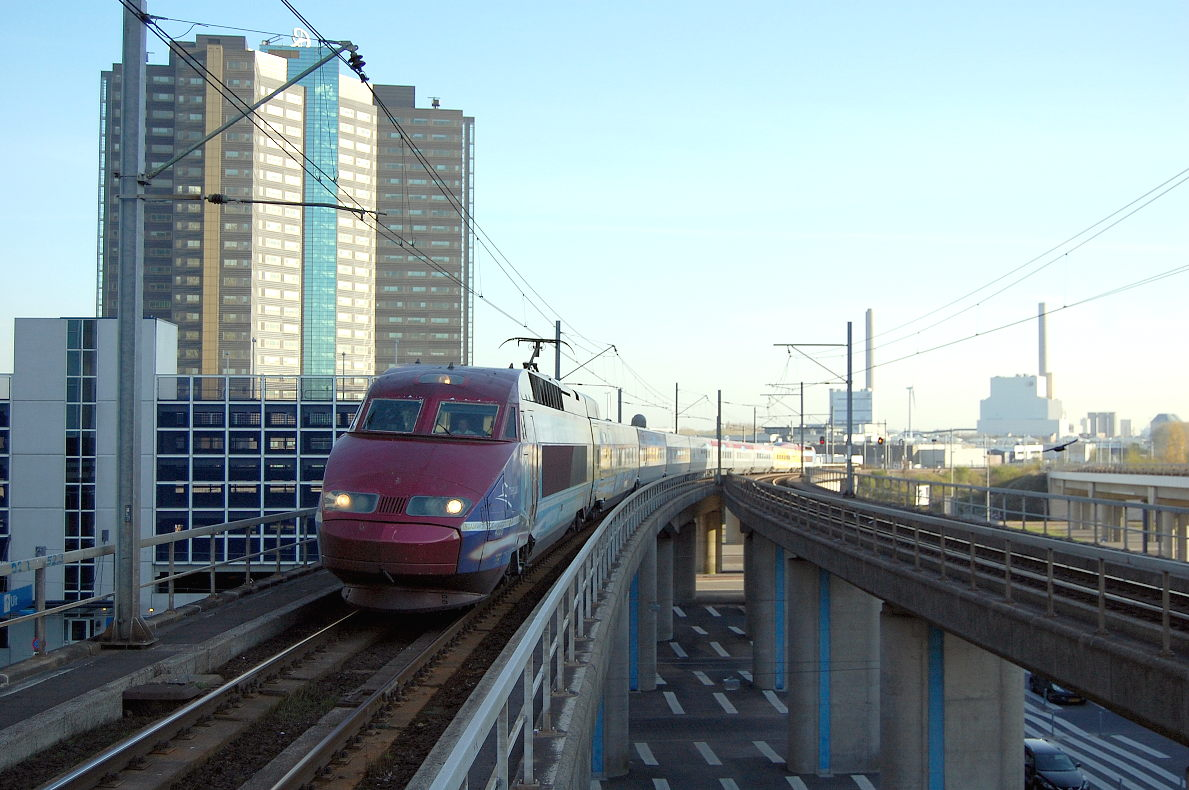
Het Piarcospoorviaduct (grijs, voorgrond), Piarcometroviaduct (wit, rechts) en het onderliggende Piarcoplein (2009)

Het Piarcospoorviaduct, het Piarcometroviaduct en het Piarcoplein, waarvan de coördinaten, liggen in Amsterdam-Westpoort. Alle drie zijn vernoemd naar vliegveld Piarco Intl, gelegen nabij Port of Spain in Trinidad en Tobago. De straten en pleinen in deze omgeving zijn vernoemd naar vliegvelden. Het spoorviaduct en plein ontstonden gezamenlijk bij de bouw van het derde gedeelte van Station Amsterdam Sloterdijk in 1986, het metroviaduct stamt uit 1997.

## Plein
Het deel ten noorden van het station aan de Spoorlijn Amsterdam Centraal - Schiphol is verhoogd boven het maaiveld om aan te sluiten op het dijklichaam van de Ringspoorbaan ten zuiden van de Haarlemmerweg. Het station met de aansluitende spoorlijnen ligt verhoogd boven de wegen. Er werd gekozen voor een betonnen viaduct met daaronder een open ruimte. De gemeente noemde die ruimte het 'Piarcoplein'. Plein moet hier gezien worden in de meeste elementair omschrijving, een open ruimte tussen bebouwing. Deze ruimte dient als parkeerplaats. Hoewel ontstaan in 1986, kreeg het pas op 7 september 1989 haar naam. De gemeente is voornemens op het plein een tweede busstation aan te leggen ter verkorting van de lange aanrijroute naar het busstation op het Carrascoplein voor de buslijnen ten noorden van station Sloterdijk.

## Spoorviaduct
Het plein gaat verscholen achter twee viaducten die samen het Piarcospoorviaduct vormen. Beide viaducten dragen een enkel spoor. Het gehele complex van gebouwen en viaducten kwam van de hand van Harry Reijnders, destijds architect bij de Nederlandse Spoorwegen. Het viaduct ging tot november 2017 naamloos door het leven, toen kreeg het haar naam in de Basisadministratie Adressen en Gebouwen.

## Metroviaduct
Midden jaren negentig van de 20e eeuw kwamen er aan de oostkant nog twee viaducten. Deze werden gebouwd voor de Ringlijn van de Amsterdamse Metro, geopend in 1997. Ook het metrostation Sloterdijk ligt ruim boven het maaiveld en sluit aan op de Ringspoorlijn. Deze twee viaducten kregen eveneens in november 2017 hun naam.
Abcouderpadspoorbrug ·
AMC-Padspoorbrug ·
Amstelveensewegspoorbrug ·
Anderlechtspoorbrug ·
Arlandaspoorbrug ·
Basiswegspoorviaduct Oost ·
Basiswegspoorviaduct West ·
Beethovenspoorbrug ·
Ben Viljoenspoorbrug ·
Beukenwegspoorbrug ·
Bonispoorbrug ·
Bos en Lommerspoorbrug ·
Spoorbrug in de Burgemeester Stramanweg · 
Bullewijkspoorbrug ·
Carrascospoorviaduct ·
Celebesspoorbrug ·
Comeniusspoorbrug ·
Czaar Peterspoorbrug ·
Cruquiusspoorbrug ·
Dalsteinbrug ·
Domselaerspoorbrug ·
Erasmusspoorbrug ·
Europaboulevardspoorbrug ·
Frans de Wollantsspoorbrug ·
Gaasperdammerspoorbrug ·
Haarlemmerwegspoorbrug ·
Heemstedespoorbrug ·
Hemsterhuisspoorbrug ·
Henk Sneevlietspoorbrug ·
Hoogoorddreefspoorbrug ·
Houtmanspoorbrug ·
Houttuinenspoorbrug ·
Insulindespoorbrug ·
Jan Evertsenspoorbrug ·
Jan van Galenspoorbrug ·
Johan Huizingaspoorbrug ·
Kabelwegspoorbrug ·
Karspeldreefspoorbrug ·
Kastrupspoorbrug ·
Kattenburgerspoorbrug ·
Korte Prinsengrachtspoorbrug ·
Kruislaanspoorbrug ·
Lelylaanspoorbrug ·
Linnaeuskadespoorbrug ·
Linneausstraatspoorbrug ·
Meibergpadspoorbrug ·
Molukkenspoorbrug ·
Mr. Treubspoorbrug ·
Museumlijnspoorbrug ·
Nieuwegeinspoorbrug ·
Nieuwe Haagsespoorbrug ·
Noordzeewegspoorbrug ·
Omvalspoorbrug ·
Oostertoegangsspoorbrug ·
Oosterdoksspoorbrug ·
Overbrakerspoorbrug ·
Overzichtspoorbrug ·
Pablo Nerudaspoorbrug West ·
Pablo Nerudaspoorbrug Oost ·
Parnassusspoorbrug ·
Piarcospoorviaduct ·
Pieter Calandspoorbrug ·
Planciusspoorbrug ·
Ringdijkspoorbrug ·
Robert Fruinspoorbrug ·
Rozenoordspoorbrug ·
Schinkelspoorbrug ·
Seinewegspoorbrug Noord ·
Seinewegspoorbrug Zuid ·
Sloterdijkerwegspoorweg ·
Solitudolaanspoorbrug ·
Spaarndammerspoorbrug ·
Strandvlietspoorbrug ·
Tafelbergspoorbrug ·
Tjepmaspoorbrug ·
Transformatorwegspoorbrug ·
Van Swindenspoorbrug ·
Vlaardingenspoorbrug ·
Westerdoksdijkspoorbrug ·
Westertoegangsspoorbrug ·
Wibautspoorbrug ·
Wiltzanghspoorbrug ·
Wijttenbachspoorbrug ·
Zaandijkspoorbrug ·
Zaventemspoorbrug ·
Zeeburgerdijkspoorbrug ·
Zeeburgerpadspoorbrug